# Campiglossa tolli
Campiglossa tolli är en tvåvingeart som först beskrevs av Erich Martin Hering 1937.  Campiglossa tolli ingår i släktet Campiglossa och familjen borrflugor.
Artens utbredningsområde är Ukraina. Inga underarter finns listade.